# Rútilo Nada
"Rútilo Nada" é uma narrativa de ficção em prosa poética da escritora e poeta brasileira Hilda Hilst de 1993. O texto literário recebeu o Prêmio Jabuti de Melhor Conto em 1994.

## Resumo
Lucius Kod é um jornalista político de 35 anos que acaba se apaixonando pelo namorado de sua filha, Lucas, um garoto bem mais jovem do que ele. Por conta desse "amour fou tardio" (a expressão é do crítico literário Alcir Pécora), esquece-se dos tabus e das obrigações familiares. Contudo, quando Lucius Kod é visto ao lado de Lucas nas ruas e nos bares por amigos de seu pai, um banqueiro homofóbico, de direita e, segundo o próprio Lucius, um "indescritível verdugo" no qual tem a vida colada. Este manda seus capangas estuprarem e espancarem o namorado da neta e amante do filho, para depois ir conferir o serviço, beijar o garoto e, segundo o próprio velho, ter com ele tudo o que teve com Lucius. A narrativa inicia-se com um monólogo interior em fluxo de consciência do próprio Lucius Kod sobre o caixão de Lucas e o turbilhão de vozes ao seu redor, que quebram o modo literário tradicional e linear de narrativa, bem como o seu esforço de rememorar todo o ocorrido até ali. As páginas finais são de poemas de Lucas sobre muros até sua mensagem final a Lucius:
"Até um dia. Na noite ou na luz. Não devo sobreviver a mim mesmo. Sabes por quê? Parodiando aquele outro: tudo o que é humano me foi estranho.
Lucas"

## Prêmios
- 1994 — Prêmio Jabuti na categoria "Contos/Crônicas/Novelas", junto a Coroa de Orquídeas, de Nelson Rodrigues e O Último Mamífero do Martilelli, de Marcos Rey.[7]

## Publicações
- Em Rútilo Nada; A Obscena Senhora D.; Qadós, Pontes Editores, 1993.
- Em Rútilos, Editora Globo, obras reunidas de Hilda Hilst com organização e plano de edição de Alcir Pécora, 1ª edição em 2003, 1ª reimpressão em 2014.
- Em Da Prosa, que reúne pela primeira vez a ficção completa de Hilda Hilst, Companhia das Letras, 1ª edição em 2018.